# Español cuyano

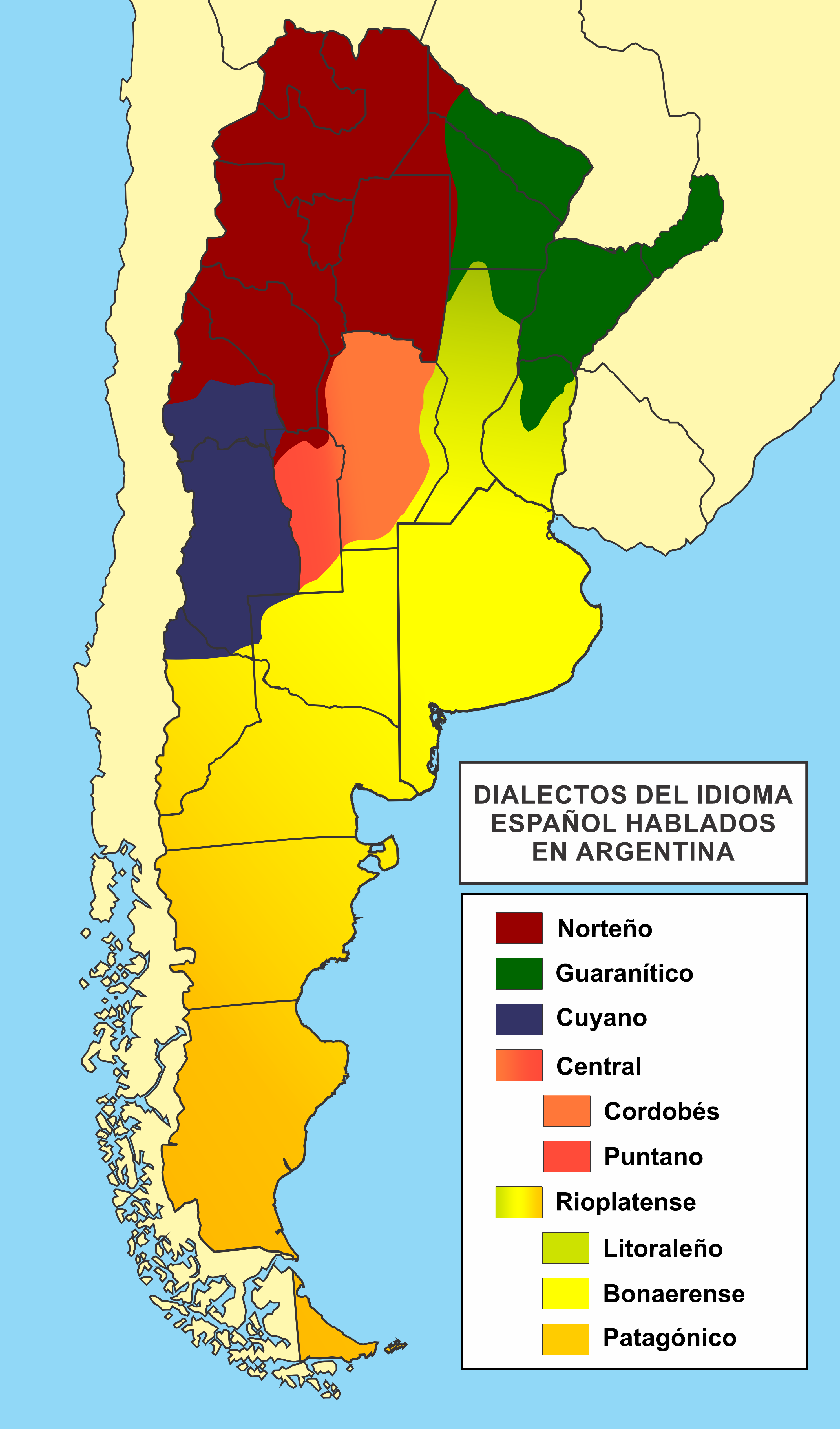
Variantes del idioma español habladas en Argentina según Berta Elena Vidal de Battini.

El español cuyano o castellano cuyano (según el uso local) es la variante del español que evolucionó en la región andina de  Cuyo, y que se habla hoy en día en las provincias argentinas de Mendoza y San Juan además de San Luis; hay leves influencias en las zonas de La Pampa y Neuquén cercanas a Mendoza, y en La Rioja en menor medida.. El Gran Mendoza es el principal exponente de este dialecto por el número de habitantes.

## Historia
La antigua dependencia de la Capitanía General de Chile y actual vecindad geográfica con la República de Chile son evidenciadas por la entonación, la pronunciación y un limitado número de chilenismos, en cuyo caudal también se incorporaron voces mapuches.
Se da la intersección entre el español rioplatense y vestigios del español chileno. Hay zonas de Cuyo que denotan mayor cercanía a Chile, como Malargüe y Calingasta, y otras, las ciudades de mayor población, son más influidas desde el Río de la Plata, sea en la entonación o en algunas pronunciaciones. Esta influencia se remonta al lunfardo porteño, que cabalgando en el flujo cultural rioplatense, asentó en la sociedad cuyana improntas más seguras, desde las clases altas (por los estudiantes y el tango), y que luego se perpetuó hasta hoy con los medios de comunicación masiva. Son manifestaciones que integran los capítulos de una dialectología regional, pero de ninguna manera la gramática.
Su grado de uniformidad es muy variable, presentándose un giro propio de cada provincia. Mendoza y San Juan son las provincias más puras del dialecto. La primera siente más la cercanía e influencia de la variante chilena pero tiene mayor influencia rioplatense en el área urbana, y la segunda es de las más conservadoras. En San Luis hay una gran influencia de Córdoba y puede considerarse parte del dialecto cordobés o central. La influencia cuyana en La Pampa, La Rioja y Neuquén se presenta en mixtura con los dialectos propios de cada provincia (rioplatense patagónico en La Pampa y Neuquén, norteño/andino en La Rioja).

## Características

### Fonética y fonología
En el español cuyano se pueden hallar algunos rasgos en común con el español chileno y una influencia posterior del español rioplatense. Se presentan modismos y pronunciación muy similar a la chilena, sobre todo en Mendoza, donde se pronuncia ll e y como [ʝ] (yeísmo) y se asibilan las erres: /rr/ > [řř] (sonoramente), y /r/ inicial > [ř], y, en casos cultos o semicultos, [r] una vibrante alveolar múltiple debilitada.

### Morfología y sintaxis
Entre otras particularidades, presenta en general un uso común del pretérito compuesto, aunque en Mendoza se emplea menos, y entre algunas personas (aunque cada vez menos) de edad adulta el voseo pronominal, que solo afecta a la persona en la conjugación y no al verbo: «si vos escribes te apruebo».
Otro rasgo muy característico de este dialecto es el uso del artículo antes de un nombre propio, tal como se usa en Chile central y en Cataluña, por ejemplo: «la Pili, la Mili, el Pedro, el Vicente».